# Dizelaši
Dizelaši su svojevrsna omladinska potkultura koja je bila aktuelna 1990-ih godina u Srbiji. Odlikuje ih grub imidž, sklonost nasilju i poseban stil oblačenja koji se zasniva na nošenju skupe sportske odeće poznatih svetskih robnih brendova. Ime su dobili po robnoj marci Diesel. Još neka od imena za dizelaša su zeldi, dizelander, dizel-momak.
Rečnik savremenog beogradskog žargona definiše dizelaša kao kratko podšišanog mladića, u trenerci, sa zlatnim lancem oko vrata, koji ima mobilni telefon (eventualno i dobar auto) i koji je često povezan sa kriminalnim radnjama.

## Pojava
Dizelaši su se, kao omladinska potkulturna grupacija, pojavili u Srbiji početkom 1990-ih godina. Teoretičarka medija Ivana Kronja pojavu ove skupine povezuje sa bujanjem nacionalizma, opštim slomom sistema vrednosti 1990-ih i rađanjem „nove srpske elite“, koju su činili političari na vlasti, ratni profiteri, biznismeni i kriminalci koji su podržavali Miloševićev režim. Ona svrstava dizelaše u potkulture „ratničkog šika“, koje se u velikoj meri preklapaju sa srpskom ratno-profiterskom elitom devedesetih, a pored dizelaša su uključivale i kriminalnu omladinu, mlade povratnike sa ratišta, siledžije, dilere droge i tzv. sponzoruše.
Američki sociolog Erik Gordi (Eric Gordy) vidi pojavu dizelaša usled nemalog broja ljudi koji se brzo obogatio u najgore vreme, koristeći rupe u zakonu. Nakon toga, oni su tražeći način da izraze svoju novu poziciju deo izraza tražili u modi. Prihvatili su Diesel koji je u to vreme bio svetski modni brend, po kom su i dobili ime. Naziv dizelaši takođe se povezuje i s time da su se mnogi od njih bavili ilegalnim aktivnostima poput šverca goriva.

## Obeležja

### Izgled
Dizelaš je mladić koji neguje imidž grubog momka — brije glavu, nosi debele lance oko vrata, duks upasan u donji deo trenerke, kožnu jaknu iAir Max patike s vazdušnim đonom. Frizura je ponekad umesto obrijane glave uključivala takozvanu tarzanku. Dizelaša odlikuje skupa garderoba najpoznatijih svetskih robnih marki, kao i demonstracija bogatstva putem zlatnog nakita (pre svega „zlatnih kajli“), skupih satova, pejdžera i mobilnih telefona. Među dizelašima je bilo rasprostranjeno i nošenje oružja, koje je u to vreme, usled ratnog okruženja, bilo veoma dostupno u Srbiji. Idoli dizelaša su mladići s pištoljima koji udaraju na velike, „poslovne“ kriminalce i čvrsto ustrojen svet podzemlja. Oni svojim vršnjacima ulivaju veru u „moć mladosti i mladalačke ludosti“, kojom žele da steknu slavu i budu zapaženi.
On je neki mit, neki idol neke generacije, koja još i dan danas šeta Beogradom. Ošišani skoro do glave, trenerke u farmerkama, mislim to je kultura neka... Sačuvaj Bože! Jedan tako ošišan čovek sa jednom trenerkom od 150, 200, 300 maraka, uvučenom u farmerke, svaki i najobičniji saobraćajac-policajac na ulici na Zapadu bi ga legitimisao.— Kristijan Golubović o Kneletu, Vidimo se u čitulji, 1994.
Ženske pripadnice ove potkulture, tvz. „dizelašice“ ili „sponzoruše“, odlikuje pre svega seksi stil izgleda i odevanja, koji uključuje: dugu, uglavnom bojenu kosu, prenaglašenu šminku, provokativnu odeću, visoke štikle i glamurozne modne detalje i nakit. Ovaj modni stil odgovara ulozi žene kao seksualnog objekta, koju prihvataju pripadnice ove potkulture. Oblik i veličina ženskih grudi u ovom stilu su veoma naglašeni, što neretko uključuje ugrađene silikonske implante.
Dizelaši su one koji su imali drugačiji izgled i stavove od njihovih nazivali padavičarima.

### Muzika
Među pripadnicima ove potkulture su bili popularni turbo-folk, mešavina tradicionalnog folka i modernih elektro-pop bitova, i dens muzika, domaća varijanta evrodensa, koji je u vreme njihovog nastanka postao značajan žanr na svetskoj muzičkoj sceni.
Neki od najpopularnijih turbo-folk izvođača 1990-ih su bili: Svetlana Ceca Ražnatović, Dragana Mirković, Jelena Karleuša, Mira Škorić, Dragan Kojić Keba, Indira Radić, Sinan Sakić, Šaban Šaulić, Šemsa Suljaković, Mile Kitić, Mitar Mirić. Među najpopularnijim izvođačima dens muzike 1990-ih su bili Ivan Gavrilović, Dr Iggy, Beat Street, Đogani i Funky G. Pesme izrazito popularne među ovom populacijom su bile „200 na sat“ Ivana Gavrilovića, „Oči boje duge“ Dr Igija, „Idemo na Mars“ Đoganija, „Kuda idu ljudi kao ja?“ Ace Lukasa, „Tek je 12 sati“ hrvatskog sastava ET.
Gordi smatra da su tokom 1990-ih u Srbiji protagonisti omladinskih potkultura bili uvučeni u ideološku bitku u kojoj je oružje bila muzika. Kao rezultat, prozapadne omladinske potkulture 1980-ih bile su potpuno potisnute od strane protagonista nove srpske militantne potkulture kriminalne omladine i ratno-profiterske elite, koja je veličala nacionalistički i potrošački orijentisanu turbo-folk muziku. Novinar Vremena Milan Milošević u tekstu Ispovesti kriminalaca u štampi - slučaj Srbija navodi da je turbo-folk širi socijalni fenomen koji ne treba pojednostavljeno povezivati sa ratnim nasiljem, jer se ta vrsta potkulture lako uklapa i u mirnodopske sheme. Ceca Ražnatović, najveća zvezda turbo-folka, takođe negira kritike po kojima je turbo-folk bio zvuk nacionalizma i Miloševićevog vremena.
Ne znam o čemu govore. Ja ne pevam pesme o nacionalizmu. Pevam samo o ljubavi. A osim toga, Milošević je otišao pre četiri godine, a ja sam još uvek tu.— Svetlana Ceca Ražnatović
Teoretičar pop-kulture Aleksandar Janković, kaže da „kada se govori o fenomenu ‘dizelaša’ i turbo folka nameće se jednostavno pitanje da li tinejdžeri tokom prethodne decenije zaista nisu imali izbora ili im je ispran mozak i stavljen ‘čip’ za kič i šund?“ Po njegovom mišljenju, „ovaj fenomen previše je eksploatisan i korišćen za sticanje kojekakvih poena kvaziintelektualaca“.

## Dizelaši u popularnoj kulturi

### Na filmu
- Film Rane, govori o dva mlada dizelaša,[15] Pinkiju i Švabi, koji odrastaju na Novom Beogradu, u periodu od 1991 do 1996.
- U filmu Šejtanov ratnik glavni junak je dizelaš.[16]
- U filmu Šišanje glavni junaci se sukobljavaju sa dizelašima

### U pesmi
- U pesmi "Atlantida" grupe V.I.P., povezuju se dizelaštvo i rep u stihovima: „U ova četiri zida nisam navik’o da gubim! Reper i dizelaš, brate – pravi Srbin!“[17]
- Pesma i spot "Brate minli" sa istoimenog albuma repera Đusa, sadrži dizelašku ikonografiju i ideologiju.[17]
- Pesma "Dizel" muzičkog sastava Babe, poznata po stihovima: „Ja sam dizel, moj drug mi je brat“.[18]
- Pesma "U Dizel Fazonu" od Napoleona govori o dizel kulturi 90-ih godina i u spot je urađen po filmu
- Pesma "Decko u usponu" hip-hop sastava C-Ya pravljena je u dizelaškom stilu .
- Pesma ,,Devedesete" benda Mortal Kombat govori o devedestima na prostoru Srbije, a takođe spominje dizelaše i dizelašku subkulturu.

## Neodizelaši
Neodizelaši je izraz koji se upotrebljava za pripadnike potkulture koja neguje dizelaško nasleđe iz 1990-ih. Njihov izgled predstavlja donekle modifikovan izgled koji uključuje maskirne dukseve bez rajsferšlusa, trenerke sa suženim ranflama na zglobovima, replike air max modela patika, kapuljače, naočare, kao i kupovina opasnih pasa rase Pit Bull i Staford...

## Napomene
1. ^ Tokom 1990-ih mobilni telefoni bili su jako skupi i predstavljali su statusni simbol.[20]

## Literatura
- Sećaš se, brate Архивирано на веб-сајту  (4. март 2016), RETRO PRESS... Dizelaši, M. Medenica, Press, 02.11.2008
- Mlad (i zdrav) kao rap, Predrag Vukčević, Popboks:
  -  – Jedna tradicija srpskog hip hopa (1) Архивирано на веб-сајту  (2. октобар 2019),
  - I BRATE, BRATE, BRATE – Jedna tradicija srpskog hip hopa (2) Архивирано на веб-сајту  (26. јун 2017)
- Dizelaš, definicije dizelaša u rečniku slenga Vukajlija

## Spoljašnje veze
- 90te Архивирано на веб-сајту  (9. септембар 2012) — grupa na sajtu Last.fm posvećena omiljenoj muzici dizelaša
- Vicevi o dizelašima na sajtu 100% Zabava